# Glomeris zonata
Glomeris zonata är en mångfotingart som beskrevs av Carl Ludwig Koch 1847. Glomeris zonata ingår i släktet Glomeris och familjen klotdubbelfotingar. Inga underarter finns listade i Catalogue of Life.